# Mountbatten (stacja metra)
Mountbatten – stacja podziemna Mass Rapid Transit (MRT) na Circle Line w Singapurze.